# ناردين صغير
النًارْدِينُ الصَغِير أو خَسّ النَّعْجَة أو السُمْنَة أو الشٌفَيْئِي (الاسم العلمي: Valerianella) هو جنس من النباتات يتبع فصيلة معزية الورق من رتبة الممشقيات.

## أنواع الناردين الصغير

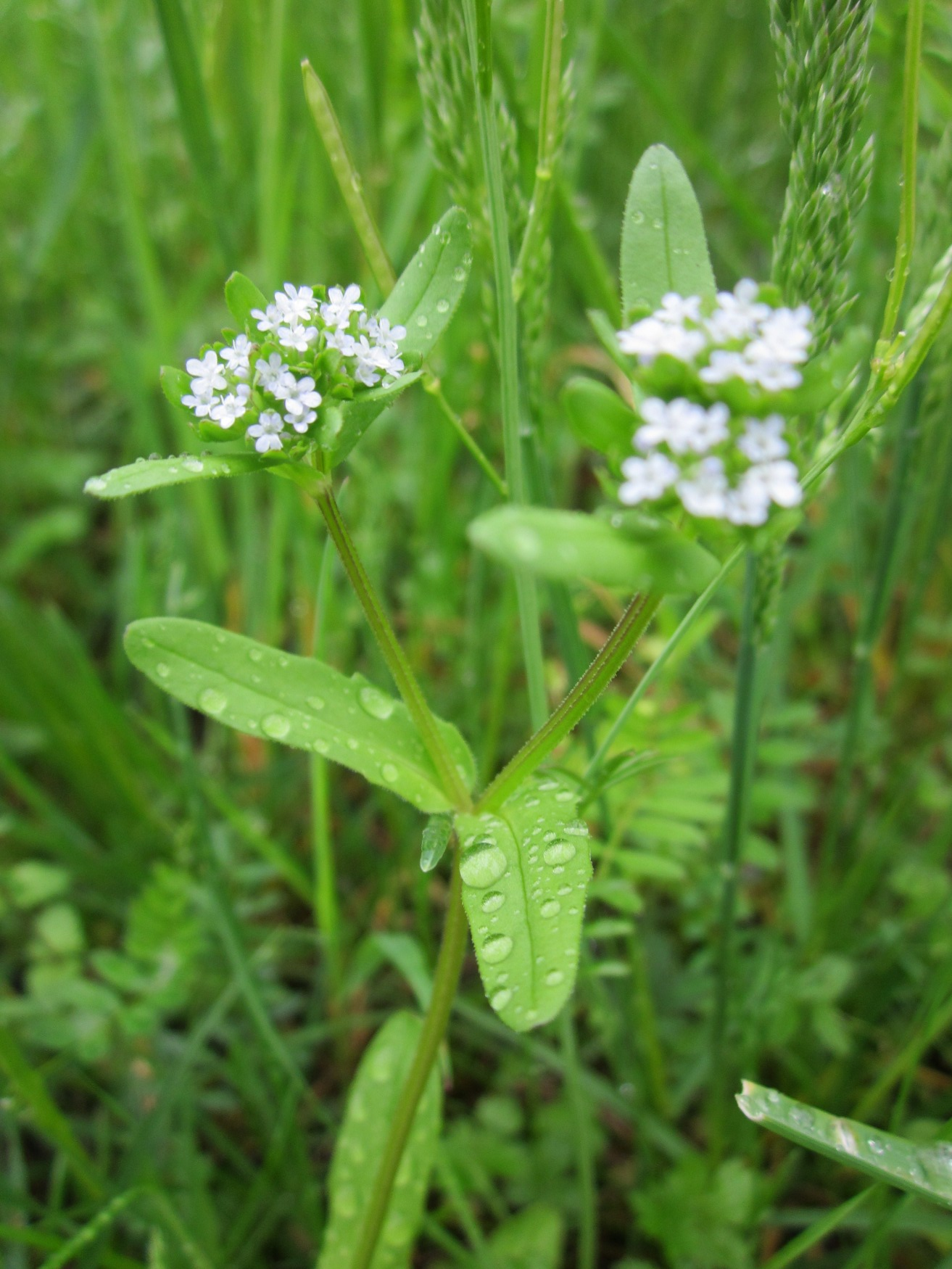
ناردين صغير خرنوبي
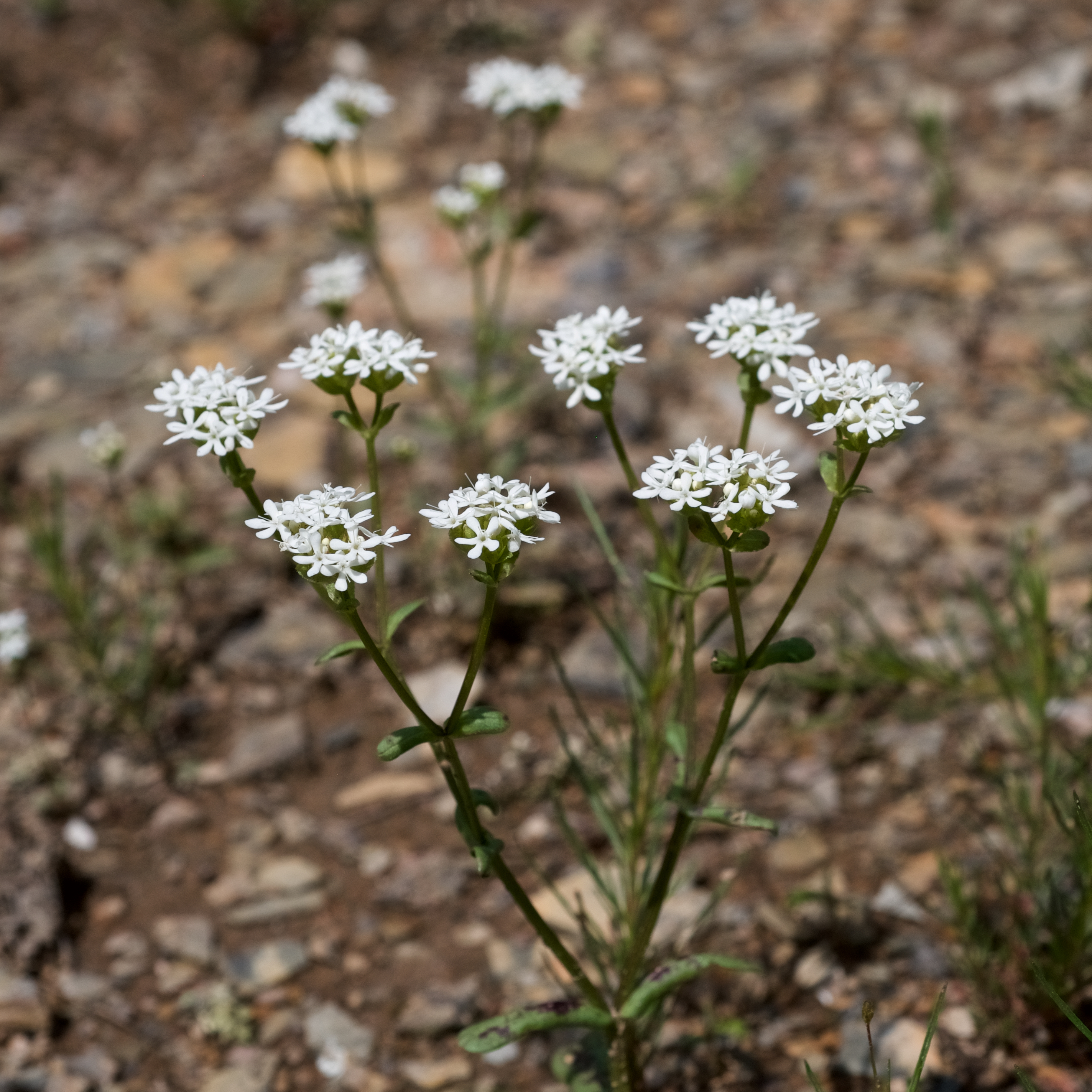
ناردين صغير أوزراكي
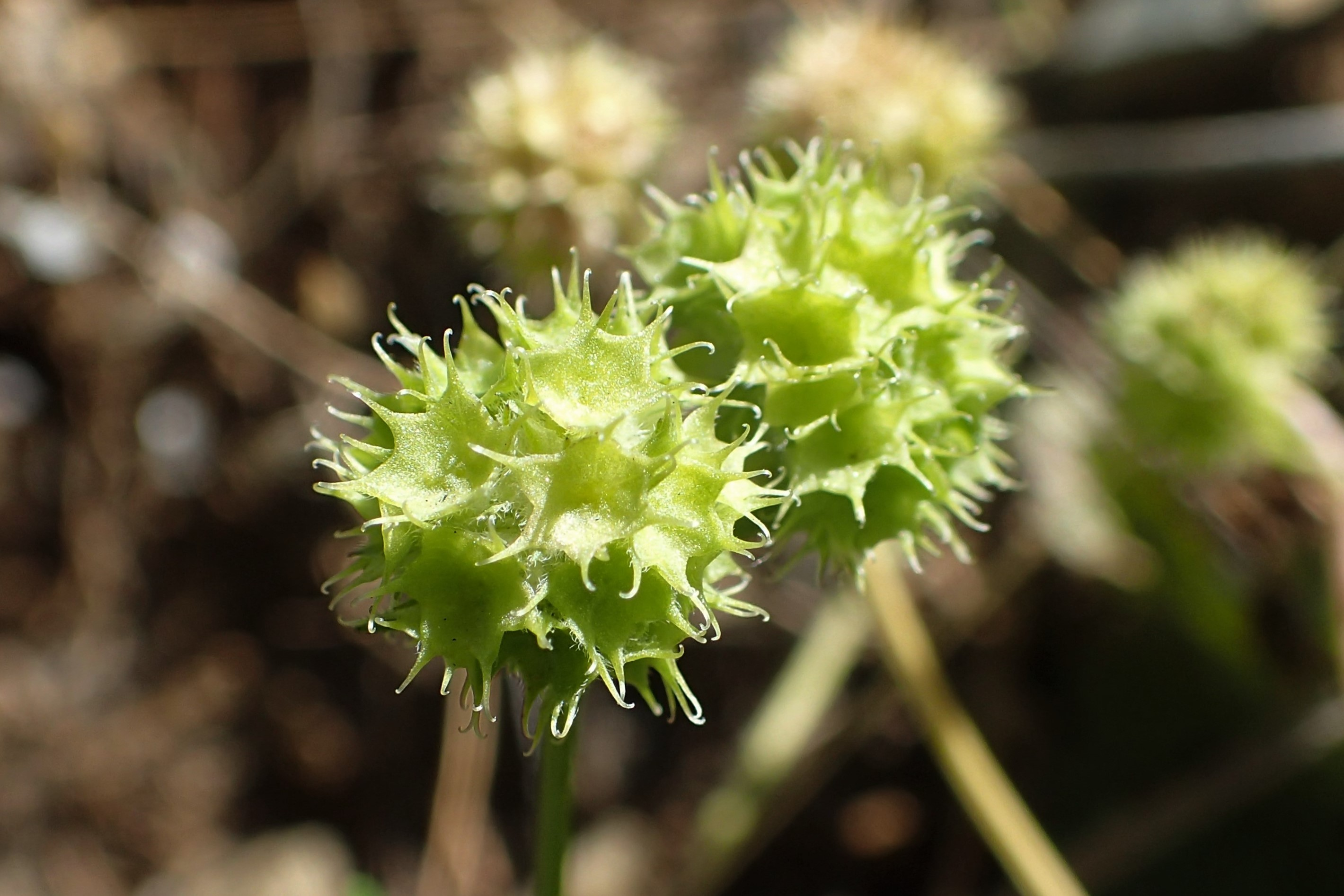
ناردين صغير بالميري
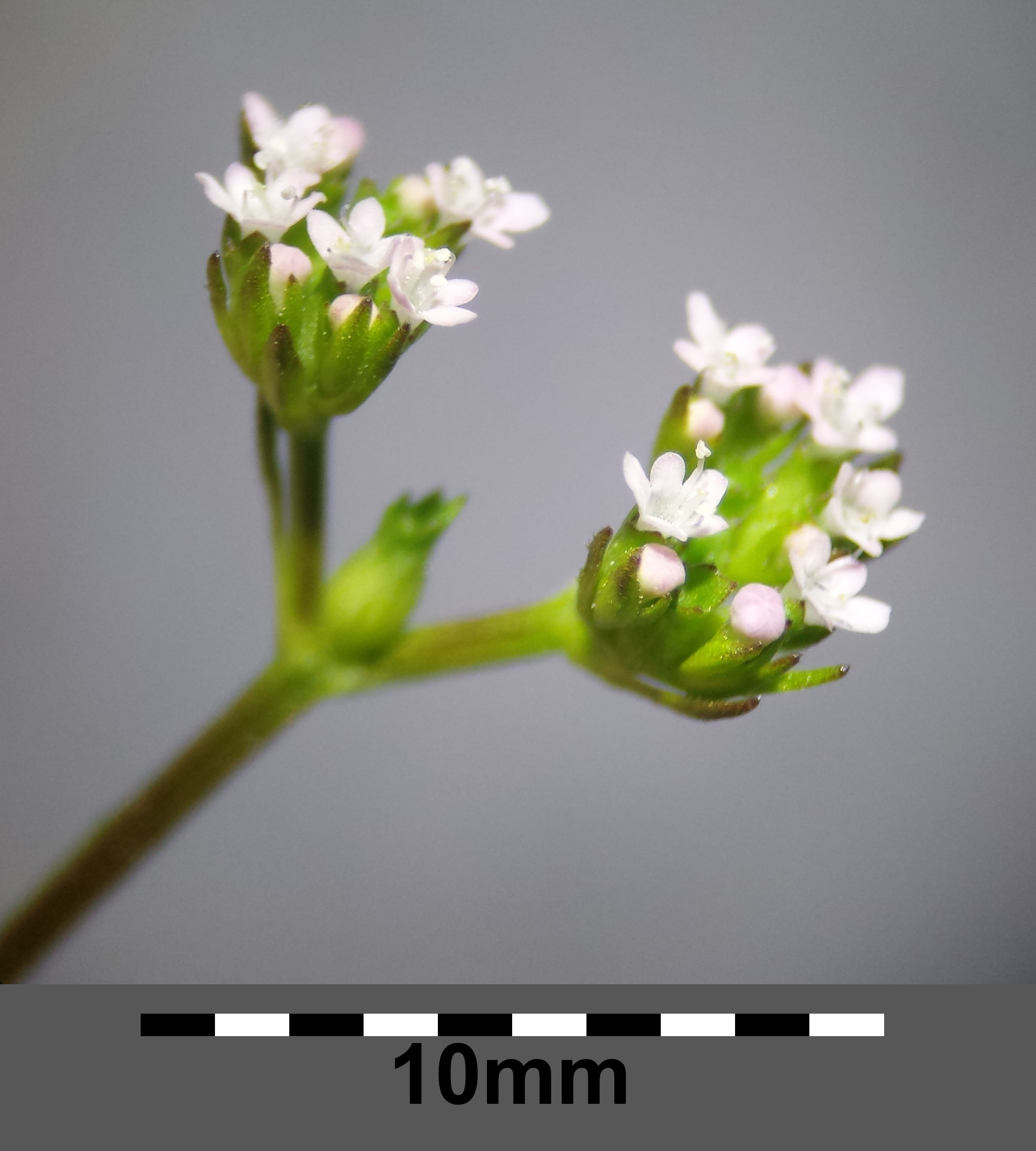
ناردين صغير رفيع الثمار
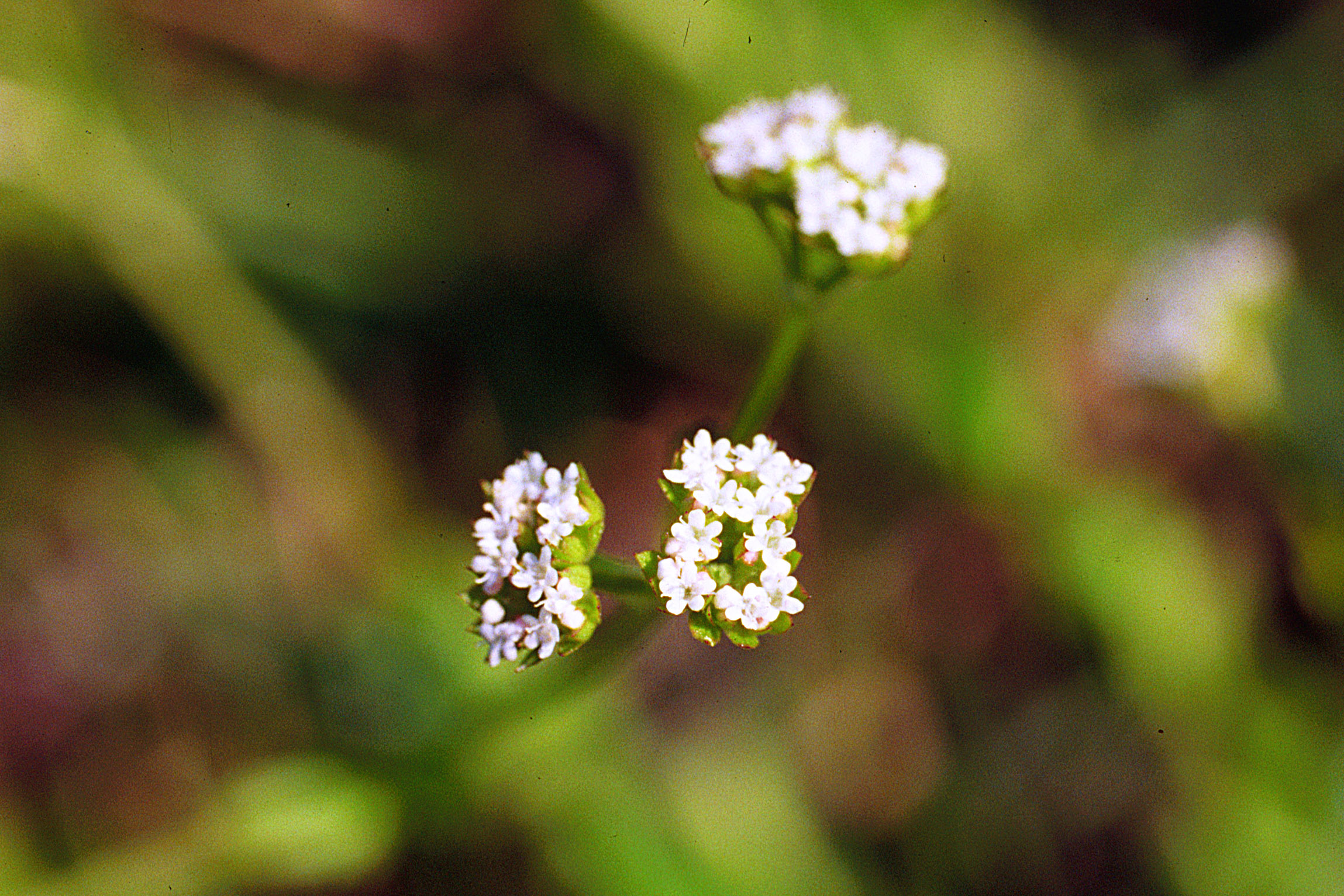
ناردين صغير شعاعي
- ناردين صغير متقارب
- ناردين صغير نطلي
- ناردين صغير أبجر
- ناردين صغير أدرن
- ناردين صغير أزغب
- ناردين صغير أشعر
- ناردين صغير بنطسي
- ناردين صغير تكساني
- ناردين صغير جؤجؤي
- ناردين صغير حاد النصل
- ناردين صغير شائك
- ناردين صغير شصي
- ناردين صغير شوكي
- ناردين صغير صغير الثمار
- ناردين صغير صوفي الثمار
- ناردين صغير طويل الأزهار
- ناردين صغير قرصي
- ناردين صغير قزمي
- ناردين صغير كوتشي
- ناردين صغير متصلب الثمار
- ناردين صغير متفشج
- ناردين صغير متوسط
- ناردين صغير مر
- ناردين صغير مسنن
- ناردين صغير مضلع
- ناردين صغير مفلطح الفلقة
- ناردين صغير مكتنز
- ناردين صغير مكلل
- ناردين صغير منتفخ
- ناردين صغير مهلب الثمار

- ناردين صغير خرنوبي
- ناردين صغير نطلي
- ناردين صغير مكلل
- ناردين صغير مسنن
- ناردين صغير شعاعي